# Communes de la province de Chieti
- Haut – A
- B
- C
- D
- E
- F
- G
- H
- I
- J
- K
- L
- M
- N
- O
- P
- Q
- R
- S
- T
- U
- V
- W
- X
- Y
- Z

## A
- Altino
- Archi
- Ari
- Arielli
- Atessa

## B
- Bomba
- Borrello
- Bucchianico

## C
- Canosa Sannita
- Carpineto Sinello
- Carunchio
- Casacanditella
- Casalanguida
- Casalbordino
- Casalincontrada
- Casoli
- Castel Frentano
- Castelguidone
- Castiglione Messer Marino
- Celenza sul Trigno
- Chieti
- Civitaluparella
- Civitella Messer Raimondo
- Colledimacine
- Colledimezzo
- Crecchio
- Cupello

## D
- Dogliola

## F
- Fallo
- Fara Filiorum Petri
- Fara San Martino
- Filetto
- Fossacesia
- Fraine
- Francavilla al Mare
- Fresagrandinaria
- Frisa
- Furci

## G
- Gamberale
- Gessopalena
- Gissi
- Giuliano Teatino
- Guardiagrele
- Guilmi

## L
- Lama dei Peligni
- Lanciano
- Lentella
- Lettopalena
- Liscia

## M
- Miglianico
- Montazzoli
- Montebello sul Sangro
- Monteferrante
- Montelapiano
- Montenerodomo
- Monteodorisio
- Mozzagrogna

## O
- Orsogna
- Ortona

## P
- Paglieta
- Palena
- Palmoli
- Palombaro
- Pennadomo
- Pennapiedimonte
- Perano
- Pietraferrazzana
- Pizzoferrato
- Poggiofiorito
- Pollutri
- Pretoro

## Q
- Quadri

## R
- Rapino
- Ripa Teatina
- Rocca San Giovanni
- Roccamontepiano
- Roccascalegna
- Roccaspinalveti
- Roio del Sangro
- Rosello

## S
- San Buono
- San Giovanni Lipioni
- San Giovanni Teatino
- San Martino sulla Marrucina
- San Salvo
- San Vito Chietino
- Sant'Eusanio del Sangro
- Santa Maria Imbaro
- Scerni
- Schiavi di Abruzzo

## T
- Taranta Peligna
- Tollo
- Torino di Sangro
- Tornareccio
- Torrebruna
- Torrevecchia Teatina
- Torricella Peligna
- Treglio
- Tufillo

## V
- Vacri
- Vasto
- Villa Santa Maria
- Villalfonsina
- Villamagna